# Негрони, Паскаль Оливье де
Паскаль-Оливье де Негрони (фр. Pascal-Olivier de Negroni; 4 апреля 1829 — 22 октября 1913) — французский генерал. В битве при Рейхсхофене во время франко-прусской войны 1870 года он командовал отрядом кирасир.

## Биография
Родился в замке Сан-Коломбано в коммуне Рольяно в департаменте Верхняя Корсика на острове Корсика. В 18 лет он вступил в ряды французской армии. 6 августа 1870 года он возглавлял легендарную атаку кирасир во время второй битвы при Вёрте (также известной как «Битва при Рейхсхофене») во время франко прусской войны 1870 года. 20 августа 1870 года Негрони был награжден знаком офицера Ордена Почетного легиона.
3 сентября 1870 года он был захвачен пруссаками во время битвы за Седан и находился в плену до 28 марта 1871 года.
27 декабря 1884 года он был произведен в бригадные генералы Второй бригады кирасир, а 4 мая 1889 года был награждён знаком командира Ордена Почетного легиона.
Служил в армии до 1891 года, уволившись после 44 лет военной службы. Умер 22 октября 1913 года в Алансоне, столице департамента Орн в Нормандии.
В дополнение к его военным достижениям Паскалю Оливье приписывают изобретение знаменитого «коктейля Негрони», представляющего собой смесь равных частей кампари, джина и сладкого вермута, подаваемые в коротком стакане со льдом и украшенные кусочком апельсина. Другим возможным изобретателем этого коктейля считается граф Камилло Негрони, которого, однако, многие полагают фигурой мифической. Однако по разысканиям членов семьи Негрони изобретателем напитка является их родственник Паскаль Оливье граф Негрони.

## Военные награды
Негрони был награжден знаком Офицера Ордена Почётного легиона